# Nazım Hikmet
Nâzım Hikmet (IPA: [nɑˈzɯm hikˈmet]), in italiano spesso scritto Nazim Hikmet, all'anagrafe Nâzım Hikmet Ran (Salonicco, 15 gennaio 1902 – Mosca, 3 giugno 1963) è stato un poeta, drammaturgo e scrittore turco naturalizzato polacco.
Definito "comunista romantico" o "rivoluzionario romantico", è considerato uno dei più importanti poeti turchi dell'epoca moderna.

## Biografia
(Alla vita)

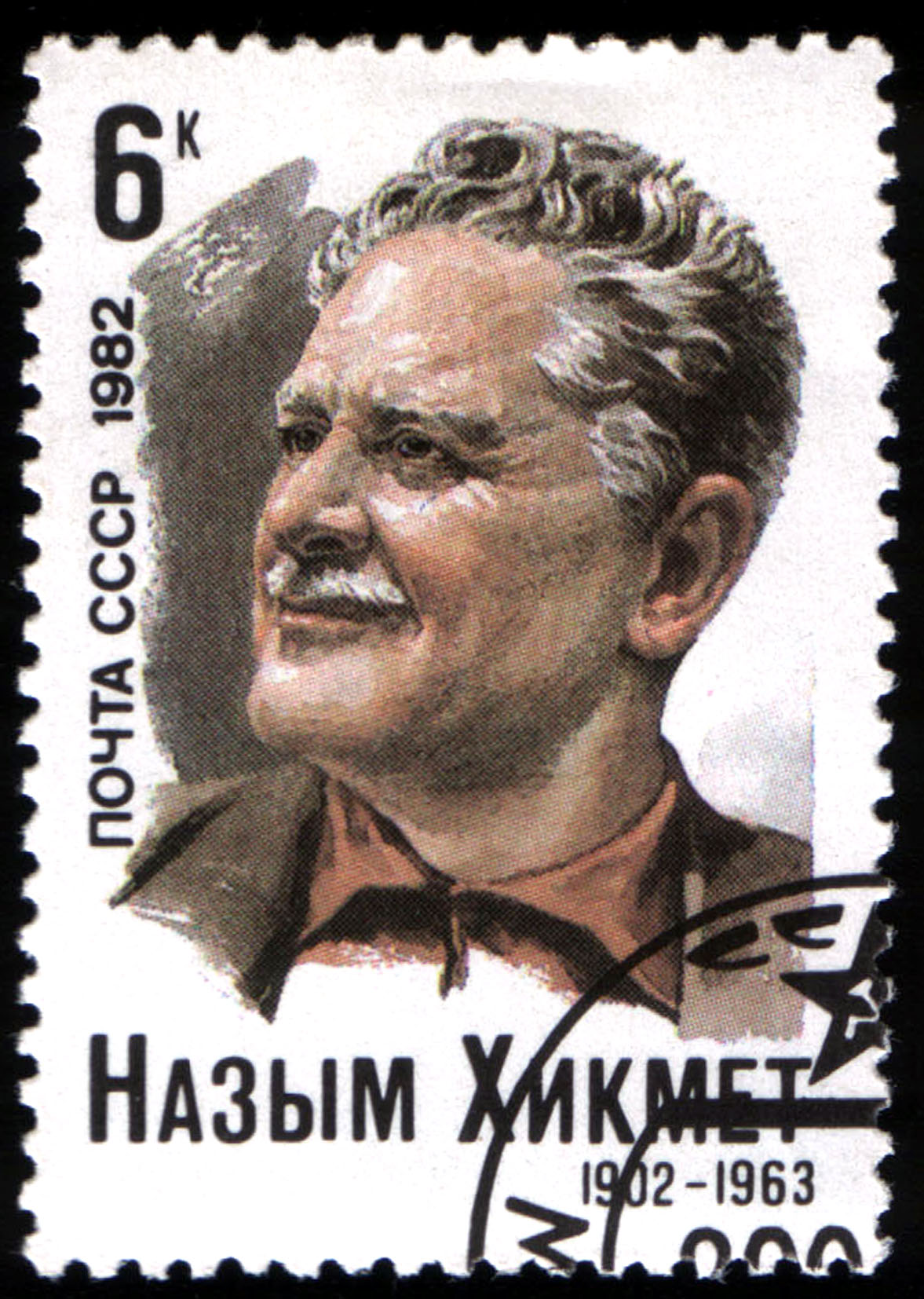
Francobollo sovietico con ritratto di Hikmet

Nâzım Hikmet nacque a Salonicco, nell'allora Grecia ottomana, il 15 gennaio del 1902 in un'agiata famiglia aristocratica. Il padre, Hikmet Bey, era un diplomatico, figlio di Çerkes Nâzım Pascià, un console turco, oltreché autore di poesie e racconti brevi (e da cui i genitori presero poi il nome per il futuro poeta), mentre la madre, Ayşe Celile Hanım, era una pittrice, appassionata di poesia francese, in particolar modo di Lamartine e Baudelaire, proveniente da una famiglia aristocratica di origini circasse, polacche, serbe, tedesche e francesi ugonotte.
Il nonno materno di Hikmet, Hasan Enver Pascià, era figlio di Mustafa Celalettin Pascià (nato Konstantin Polkozic-Borzęcki), politico e militare polacco naturalizzato turco, autore del libro Les Turcs anciens et modernes nel 1869, uno dei primi testi proclamanti l'ideologia politica del Panturchismo, e di Saffet Hanım, figlia a sua volta di Omar Pascià, famigerato generale ottomano di origine serba, e di Adviye Hanım, una nobildonna di etnia circassa; la nonna materna, Leyla Hanım, era invece figlia di Müşir Mehmed Ali Pascià (nato Ludwig Karl Friedrich Detroit), ufficiale tedesco naturalizzato turco, di origini in parte francesi ugonotte, e della nobildonna Ayşe Sıdıka Hanım, sorella di Adviye Hanım. Il generale Ali Fuat Cebesoy era, inoltre, suo cugino da parte di madre.
Hikmet, da bambino, era un credente musulmano, come la sua famiglia; scrisse i suoi primi testi all'età di quattordici anni: le prime poesie ebbero per argomento un incendio della casa di fronte alla sua e il gatto della sorella; la prima pubblicazione avvenne a diciassette anni su una rivista. Il suo punto di riferimento letterario era il suo insegnante di letteratura e poesia, Yahya Kemal, oltre ad altri poeti turchi come Tevfik Fikret e Mehmet Emin.
Durante la guerra d'indipendenza turca lavorò come insegnante a Bolu ed aderì al partito nazionalista di Atatürk, che però lasciò poco tempo dopo. Costretto ad espatriare per motivi politici, nonché per la sua pubblica denuncia del genocidio armeno, riparò in Unione Sovietica. Attratto dagl'ideali socialisti, studiò poi sociologia presso l'università di Mosca (1921-1928), dove scoprì i testi di Karl Marx e della rivoluzione sovietica e divenne comunista e antimilitarista. A Mosca conobbe Lenin (per il quale nutrì profonda ammirazione e al quale dedicò in particolare Comunista! Voglio dirti due parole), Esenin e Majakovskij, che ebbe su di lui un'importante influenza. Si sposa la prima volta, ma l'unione dura poco e viene annullata dopo il suo ritorno in patria, possibile in seguito ad un'amnistia. Nel 1924 fu una delle guardie d'onore accanto alla bara di Lenin.

### Il ritorno in Turchia e il primo arresto
Dopo il suo ritorno in Turchia nel 1928, Hikmet aderì al Partito Comunista turco e scrisse articoli, testi teatrali ed altri scritti. Fu condannato alla prigione nel 1929 per affissione irregolare di manifesti politici e trascorse circa cinque anni in carcere, ma venne amnistiato nel 1935. In questo periodo scrisse nove libri di poesie che avrebbero rivoluzionato la lirica moderna turca con l'uso di versi liberi. Si risposa con una donna che aveva già dei figli e per mantenere la famiglia e la madre rimasta vedova lavora anche come rilegatore di libri.

### Carcere ed esilio
Dopo la morte del leader turco Kemal Atatürk (di cui Hikmet era uno strenuo critico, nonostante il suo appoggio giovanile), il quale apprezzava le sue liriche non politiche, e, in qualche modo, lo aveva difeso da una repressione eccessiva, il regime si irrigidì ancora di più. Nel 1938 una sua poesia venne accusata di incitare i marinai alla rivolta; arrestato e processato, fu condannato a 28 anni e 4 mesi di prigione per le sue attività contro il regime, le sue idee comuniste e le sue iniziative internazionali antinaziste e antifranchiste. Nel frattempo, divorziò dalla moglie. Alcune sue poesie di argomento politico furono proibite, poiché considerate sovversive e lesive dell'onore dell'esercito, e per questo fu anche torturato e costretto a una dura detenzione, la quale culminò nel suo sciopero della fame di 18 giorni, che gli provocò i problemi cardiaci che l'avrebbero portato alla morte. In carcere scrisse molte altre poesie, tra cui la celebre lirica Alla vita. Scontò quasi 12 anni in Anatolia, nel carcere di Bursa, nel corso dei quali venne colpito dal primo infarto.
Fu l'intervento di una commissione internazionale, composta tra gli altri da Tristan Tzara, Pablo Picasso, Paul Robeson, Pablo Neruda e Jean-Paul Sartre, nel 1949, a favorirne la scarcerazione nel 1950, in seguito ad una nuova amnistia. Una volta libero, il governo organizza due attentati alla sua vita e tenta anche di arruolarlo nell'esercito nonostante i suoi problemi di salute. Si sposò per la terza volta con Münevver Andaç, traduttrice in lingua francese e in lingua polacca, conosciuta quando lei lo visitava in prigione, a cui dedicò diverse poesie. Da lei ebbe un figlio, Mehmet.

Viene candidato nel frattempo al premio Nobel per la pace, all'equivalente sovietico (Premio Lenin) e vince il World Peace Council prize. Nel 1951, a causa delle costanti pressioni internazionali, il governo turco lo rilascia e fa espatriare per Mosca, ma la moglie e il figlio non poterono seguirlo ed egli trascorse il suo esilio viaggiando in tutta Europa. Nel suo viaggio giunge anche a Roma, a cui dedica due poesie che elogiano la bellezza delle donne e delle terrazze della città. Attraversò il Bosforo di notte, su una piccola barca, col mare agitato e rischiò di annegare, fino a che una nave bulgara, avendo ricevuto via fax una sua foto che lo indicava come ex prigioniero politico e simpatizzante comunista gradito a Mosca, lo trasse in salvo.

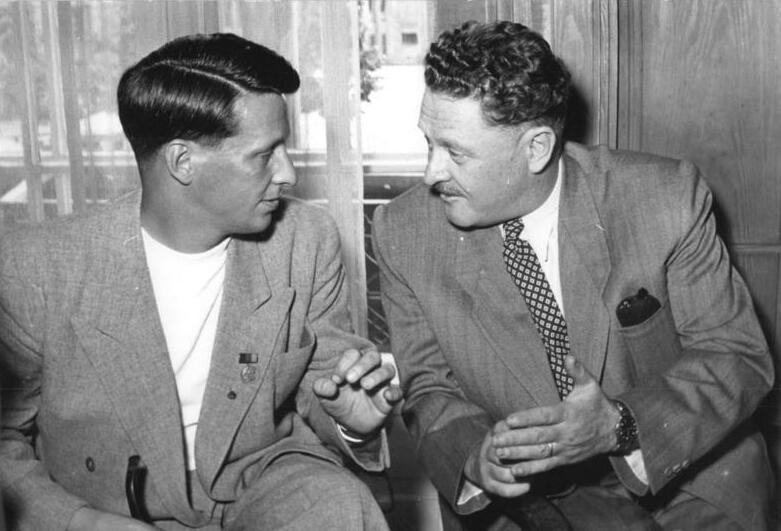
Nazim Hikmet (a destra) con Stephan Hermlin

### Gli ultimi anni a Mosca
Nel 1951 chiese asilo politico in Polonia e, dopo aver rinunciato alla sua cittadinanza turca, divenne cittadino polacco nel 1959, facendo valere le origini familiari della madre, ma fissò la sua residenza nell'Unione Sovietica. A Mosca, gli viene assegnato un alloggio nella colonia di scrittori di Peredelkino, ma il governo turco rifiutò sempre di concedere alla moglie ed al figlio il permesso di raggiungerlo. Al figlio Mehmet dedicò una poesia carica di speranza nei confronti dell'umanità Prima di tutto l'uomo.
Nonostante un secondo infarto, nel 1952, Hikmet viaggiò molto in quegli anni; attraverso l'Europa, il Sudamerica e l'Africa. Solo gli Stati Uniti gli rifiutarono il visto, a causa dei suoi legami con i sovietici. Con la destalinizzazione e il nuovo corso di Nikita Kruscev ebbe un'ampia autonomia di movimento e di parola e si trasferì definitivamente in Unione Sovietica, a Mosca, dove scrisse anche Ma è poi esistito Ivan Ivanovic?, satira contro la burocrazia e la dittatura stalinista, che avevano corrotto l'ideale socialista.
Nel 1960 si innamorò della giovane Vera Tuljakova, e, annullato il precedente matrimonio, la sposò in quarte nozze. Morì il 3 giugno 1963, a 61 anni, in seguito a una nuova crisi cardiaca incorsa mentre usciva dalla porta di casa (il numero 6 della via Pesciànaya a Mosca, dove si era trasferito dopo il matrimonio). Una delle sue ultime poesie è dedicata alla moglie e al tema della morte..

## Riconoscimenti
Ogni 21 marzo l'UNESCO festeggia la giornata mondiale della poesia e nel 2002 venne reso omaggio a quella di Nazim Hikmet. Sempre nel 2002, per il centenario del poeta, il governo turco gli restituì simbolicamente la cittadinanza toltagli nel 1951.

## Onorificenze
- Premio World peace Council - 1950

## Citazioni nei media
Nazim Hikmet viene citato nei film Le fate ignoranti del regista Ferzan Özpetek, con Margherita Buy e Stefano Accorsi, e Hamam - Il bagno turco con Alessandro Gassmann, del medesimo regista. Nel 2011 Ozpetek firma la regia di Aida al Maggio Musicale Fiorentino e vi inserisce una citazione di una poesia di Hikmet contro la guerra, durante il pezzo della marcia trionfale con le trombe egizie.
Alcuni versi di Alla vita sono citati nella canzone Sogna ragazzo sogna (1999) di Roberto Vecchioni.
Viene citato nel film Il diritto alla felicità, film del 2021 scritto e diretto da Claudio Rossi Massimi. La canzone finale che chiude il film è Sogna ragazzo sogna di Roberto Vecchioni, cantata però da Marcello Cirillo. 
È citato nel libro Alcatraz, i pensieri di Jack Folla scritto da Diego Cugia.
Il brano Ode To Nazim Hikmet compare in Ictus, primo lavoro del musicista Andrea Centazzo (1974).
Viene citato da Tutti Fenomeni nel brano omonimo Hikmet dall'album' Merce funebre (2020).
L'artista Nil Yalter cita Hikmet nelle opere C’est un dur métier que l’exil (1983) e nell'istallazione  Exile is a Hard Job (2019) presentata alla Biennale di Venezia del 2024.

## Opere in edizione italiana
Le poesie di Nazim Hikmet sono state tradotte in italiano da Joyce Lussu, partigiana, politica, scrittrice, traduttrice e poetessa, che ebbe anche una corrispondenza epistolare col poeta.

### Raccolte
- Poesie d'amore, Mondadori, collana Oscar classici moderni, 2002, trad. J. Lussu e V. Mucci
- Poesie, Newton Compton Editori, collana Grandi tascabili economici Newton, 2005, trad. J. Lussu e V. Mucci

### Romanzi
- Gran bella cosa è vivere, miei cari , Mondadori, Milano, 2011
- Il Nuvolo innamorato e altre fiabe , Piccola biblioteca Oscar Mondadori, 2011